# Крајњи производи гликације
Крајњи  производи гликације (AGEs) формирају се неензимском кондензационом реакцијом (неензимском гликацијом) између редукције глукози и унутарћелијских и екстраћелијских протеине и липида или нуклеинске киселине кроз низ сложених реакције које дају неповратну унакрсно повезану комплексну групу једињења названу AGEs (енгл. Аdvanced glycation end products). 

## Општа разматрања
Развој процеса старења у директној је вези са количином и трајањем хипергликемије. Блага повећања концентрација глукозе, показала су истраживања, дају велико повећања нивоа и доводе до акумулације крајњих производа напредне гликације (AGE). AGEs функционално мења матрицу базалне мембране укључујући ту и промене типа IV колагена и ламинина. AGEs у интеракцији са типом IV колагена инхибира бочно спајање ових молекула у структуру мреже базалне мембране. 
Ефекти ламинина укључују и смањење везивања за тип IV колагена и смањена самомоуградње. Измене на компонентама матрикса мрежњаче одговарне су за ткивна задебљање у доњем делу мембране код болесника са шећерном болешћу. AGEs заправо мења ћелијску функцију тако што се везивањем за рецепторе за гликозилацију крајњих производа (RAGEs).
Везивањеm AGE на специфичним рецепторима ендотелних ћелије повећавају коагулациони фактори (фактор IX and X), а смањују антикоагулациони фактори (тромбомодулини), и индуковани вазоконстриктивни фактор (ендотелин-1), који може довести до вазоконстрикције и тромбозе у окружењу AGEs. 
AGEs, такође може да промени и структуру ДНК нуклеарних протеина ћелија нензимском модификацијом која може да резултује измењеном експресијом гена.
AGEs повећа и екстралуминалну акумулацију плазма протеина, укључујући и липопротеине ниске густине након хемијског везивања са реактивним АГЕ прекурзорима матрикса протеина.
Зато су AGEs и промене изазване AGEs, предложен као одговоран чинилац за настанак патолошких промена које се могу видети  код хроничних инфламаторних болести везаних за старост и шећерну болест,  као што су атеросклероза, астма, артрис, инфаркт миокарда, нефропатија, пародонтитис, неуропатија, дијабетесна ретинопатија.